# (4161) Amasis
(4161) Amasis ist ein Asteroid des Hauptgürtels, der am 24. September 1960 vom Forscherteam Cornelis Johannes van Houten, Ingrid van Houten-Groeneveld und Tom Gehrels im Rahmen des Palomar-Leiden-Surveys entdeckt wurde.
Der Planetoid wurde nach dem ägyptischen Pharao Amasis benannt.